# Rozbieganie się reaktora
Rozbieganie się reaktora (pot. wybuch reaktora) – niekontrolowany wzrost reaktywności reaktora jądrowego, prowadzący do gwałtownego zwiększenia mocy. Rozbieganie się połączone jest z intensywnym świeceniem  (błyskiem) spowodowanym promieniowaniem Czerenkowa oraz powiększeniem mocy dawki.

Zjawisko jest bardzo niebezpieczne dla osób przebywających w pobliżu reaktora.